# Gare d'Okachimachi
La gare d'Okachimachi (御徒町駅, Okachimachi-eki) est une gare ferroviaire de la ville de Tokyo au Japon. Elle est située dans l'arrondissement de Taitō. La gare est desservie par les lignes Keihin-Tōhoku et Yamanote de la JR East.

## Situation ferroviaire
La gare d'Okachimachi est située au point kilométrique (PK) 24,7 de la ligne Yamanote et au PK 27,3 de la ligne Keihin-Tōhoku.

## Histoire
La gare a été inaugurée le 1er novembre 1925.

## Services aux voyageurs

### Accès et accueil
La gare dispose d'un bâtiment voyageurs, avec guichet, ouvert tous les jours.

### Desserte
- JK Ligne Keihin-Tōhoku :
  - voie 1 : direction Tokyo et Yokohama
  - voie 4 : direction Ueno, Akabane et Ōmiya

- JY Ligne Yamanote :
  - voie 2 : direction Tokyo et Shinagawa
  - voie 3 : direction Ueno, Ikebukuro et Shinjuku